# Coltrane (album 1957)
Coltrane – debiutancki album Johna Coltrane’a jako leadera, wydany przez wytwórnię Prestige Records w 1957.
Nagrań dokonano w studiu Rudy’ego Van Geldera w Hackensack 31 maja 1957. 
Coltrane został wyrzucony przez Milesa Davisa z jego kwintetu w kwietniu tego roku za nadużywanie narkotyków. Poddał się odtruwaniu w swoim domu w Filadelfii, a potem powrócił do nagrywania. W albumie znalazły się dwie kompozycje Coltrane’a, jedna jego przyjaciela Cala Masseya i trzy standardy.
Reedycja płyty na CD została wydana w serii Original Jazz Classics w 2001 przez Fantasy Records.

## Lista utworów
Strona A
| 1. | „Bakai” (Cal Massey)                                                    | 8:45  |
|    |                                                                         |       |
| 2. | „Violets for Your Furs” (Tom Adair, Matt Dennis)                        | 6:10  |
|    |                                                                         |       |
| 3. | „Time Was” (Gabriel Luna de la Fuente, Paz Miguel Prado, Keith Russell) | 7:25  |
|    |                                                                         |       |
|    |                                                                         | 22:20 |
|    |                                                                         |       |
Strona B
| 4. | „Straight Street” (John Coltrane)                  | 6:15  |
|    |                                                    |       |
| 5. | „While My Lady Sleeps” (Gus Kahn, Bronisław Kaper) | 4:36  |
|    |                                                    |       |
| 6. | „Chronic Blues” (John Coltrane)                    | 8:00  |
|    |                                                    |       |
|    |                                                    | 18:51 |
|    |                                                    |       |

## Twórcy
- John Coltrane – saksofon tenorowy
- Johnnie Splawn – trąbka w utworach 1, 4, 5 i 6
- Sahib Shihab – saksofon barytonowy w utworach 1, 4 i 6
- Red Garland – fortepian w utworach 1-3
- Mal Waldron – fortepian w utworach 4-6
- Paul Chambers – kontrabas
- Albert Heath – perkusja